# أليوت سميث آند بيق نوثيغ
إليوت سميث آند بيق نوثيغ، هي سيرة ذاتية للموسيقي إليوت سميث من تأليف بنيامين نوجنت . تم نشره من قبل مطبعة دا كابو في 30 أكتوبر 2004، بعد مرور عام على وفاة سميث. يحتوي الكتاب على مقابلات مع اثنين من منتجي الموسيقي ، روب شنابف وديفيد ماكونيل، وأصدقاء مثل بيت كريبس وبيل سانتين، لكنه لا يحتوي على أي مقابلات أصلية مع سميث أو عائلته أو أصدقائه المقربين.

## آراء النقاد
تلقى الكتاب مراجعات متباينة ، حيث أشارت مجلة بابلشيرز ويكلي إلى أنه في حين "تمكن نوجنت من تجميع الضربات الرئيسية في حياة سميث، إلا أنه لا يستطيع أن يقدم سوى القليل من البصيرة ذات المغزى" وأن معجبي سميث "سيصابون بخيبة أمل بسبب هذه السيرة الذاتية القصيرة والضحلة".  استشهد بوب ماترز بأن نوجينت "فشل على المستوى الأساسي للغاية في التمييز بين امتيازه كمشجع لموسيقى سميث التي لا تُنسى ومسؤولياته كصحفي يكتب دراسة موضوعية عن حياة سميث" والكتاب "غامض وغير واضح وغير مكتمل بشكل محزن." 
ذكرت سي إن إن في مراجعتهم المختلطة أن "نوجينت يحصل أحيانًا على القليل جدًا من الداخل - الكثير من التفاصيل حول عدد كبير جدًا من فرق التسعينيات المستقلة - وإصراره على روح الدعابة لدى سميث ، على الرغم من أنها صحيحة بلا شك."  اشتكى العديد من منتقدي الكتاب من عدم وجود شهادة أصلية من عائلة سميث والأصدقاء المقربين مثل جوانا بولمي ونيل غوست وسام كومز وجانيت فايس .   ومن المفارقات ، أن العديد من أصدقائه المقربين أجروا مقابلات لعدد ديسمبر 2004 من سبين تمامًا كما تم إرسال إليوت سميث اند بيق نوثينق للطباعة. 
ربما جاءت المراجعة الأكثر إدانة للكتاب من أليك هانلي بيميس من لوس أنجلس ويكلي ، والذي تم شكره بنفسه في قسم التقدير في كتاب نوجينت. وقد صنف إليوت سميث اند بيق نوثينق على أنهما "سطحي" و "قذر" و "سريع" ، ويعتمدان على "أصدقاء من الدرجة الثانية وحسابات طرف ثالث" ويشمل "التأكد من الحقائق الذي لا يتجاوز جوجل كثيرًا". استشهد بمقطع معين حيث جادل بأن نوجنت كتب بشكل غير صحيح أن سميث أمضى أمسية في مدينة نيويورك مع كغول الهيب هوب ومؤسس ديف جام ريكوردز راسل سيمونز ، عندما كان في الواقع يتسكع مع عازف الدرامز من فرقة الروك المستقلة The Jon Spencer انفجار البلوز ، راسل سيمينز. يمضي بيميس ليقول إن نوجينت "فشل في إدراك أن عازف الدرامز في انفجار البلوز أطلق عليه اسم راسل سيمينز ، وهو مرادف مزعج للغاية لكاتب يسجل المقابلات على عجل ويطبع كتابًا. تمتلئ السيرة الذاتية بالعديد من هذه الأخطاء والتقديرات. "  لم يتم تصحيح خطأ سيمونز / سيمينز في الطبعات اللاحقة من السيرة الذاتية.
ومع ذلك ، كتب جيم ديروجاتيس في شيكاغو سن-تايمز أن نوجيت"أجرى بحثه وترك القليل من الفتات دون تغيير في سرد قصة سميث القصيرة والحزينة نسبيًا" ،  وذكرت أوستن كرونيكل أن نوجيت "يفتح نافذة من البصيرة في بطلنا المتردد ". 

### ردة فعل المؤلف
في إصدار ورقي الغلاف صدر بعد عام استخدم نوجنت كلمة ختامية جديدة للرد على منتقديه ، وكشف أن ناشره قد منحه خيارًا بموعدين نهائيين: إما في الذكرى السنوية الأولى لوفاة سميث ، أو في تاريخ إصدار سميث بعد وفاته. ألبوم From a Basement on the Hill . كان نوجيت يهدف إلى إصدار الألبوم ، ولكن عندما تم الكشف عن الألبوم كان متزامنًا مع ذكرى وفاة سميث ، لم يكن لديه خيار سوى الإسراع بإكمال الكتاب. 